# Strażnica KOP „Staromiejszczyzna”
Strażnica KOP „Staromiejszczyzna” – zasadnicza jednostka organizacyjna Korpusu Ochrony Pogranicza pełniąca służbę ochronną na granicy polsko-sowieckiej.

## Formowanie i zmiany organizacyjne
W 1925 w składzie 4 Brygady Ochrony Pogranicza, został sformowany 12 batalion graniczny. W 1928 w skład batalionu wchodziło 17 strażnic. W 1928 w strukturze organizacyjnej 1 kompanii granicznej KOP „Podwołoczyska” funkcjonowała strażnica KOP „Staromiejszczyzna”. W komunikacie dyslokacyjnym z 1929 nie występuje. Strażnica liczyła około 18 żołnierzy i rozmieszczona była przy linii granicznej z zadaniem bezpośredniej ochrony granicy państwowej.

## Służba graniczna
Podstawową jednostką taktyczną Korpusu Ochrony Pogranicza przeznaczoną do pełnienia służby ochronnej był batalion graniczny. Odcinek batalionu dzielił się na pododcinki kompanii, a te z kolei na pododcinki strażnic, które były „zasadniczymi jednostkami pełniącymi służbę ochronną”, w sile półplutonu. Służba ochronna pełniona była systemem zmiennym, polegającym na stałym patrolowaniu strefy nadgranicznej, wystawianiu posterunków alarmowych, obserwacyjnych i kontrolnych stałych, patrolowaniu i organizowaniu zasadzek w miejscach rozpoznanych jako niebezpieczne, kontrolowaniu dokumentów i zatrzymywaniu osób podejrzanych, a także utrzymywaniu ścisłej łączności między oddziałami i władzami administracyjnymi.
Wydarzenia:
- W dniach 27 maja do 19 czerwca 1925 dowódca KOP przeprowadził inspekcję pododdziałów granicznych. W swoim rozkazie dziennym napisał między innymi: Strażnica Staromiejszczyzna. Na strażnicy wzorowy porządek. Służba dobrze zorganizowana, broń i amunicja we wzorowym porządku[6].

Sąsiednie strażnice:
- strażnica KOP „Dorofijówka” ⇔ strażnica KOP „Podwołoczyska” – 1928[2]